# Camille Ozeray
Camille Ozeray , né à Arlon le 24 septembre 1855 et mort à Schaerbeek le 18 novembre 1938, fut un avocat et homme politique belge francophone libéral.

## Biographie
Camille Ozeray, né à Arlon le 24 septembre 1855, est le fils de Michel Ozeray, commissionnaire, et de Marie Jeanne Hausman.   
Il fut d'abord avocat et juge suppléant.  
Il se lance ensuite dans une carrière politique comme conseiller communal à Arlon de 1888 à 1897 et conseiller provincial de la Province de Luxembourg de 1904 à 1908. 
Il est à plusieurs reprises député à la Chambre des représentants sur la liste libérale,,:
- de 1894 à 1896 pour l'arrondissement d'Arlon ;

- de 1908 à 1925 pour l'arrondissement d'Arlon-Marche-Bastogne[2],[3],[4];
- de 1929 à 1932 pour l'arrondissement d'Arlon-Marche-Bastogne[2],[3],[4].

Il était membre du conseil d'administration du journal « La Dernière Heure ».
À la suite de son décès le 18 novembre 1938 à Schaerbeek, il est inhumé au cimetière de Schaerbeek.

## Distinctions belges
- Grand officier de l'ordre de la Couronne.
- Commandeur de l'ordre de Léopold.